# فير
استطلاع المواجهة الأولى (بالإنجليزية: First Encounter Assault Recon)‏ أو تُعرف اختصارًا باسم فير (بالإنجليزية: F.E.A.R.)‏ هي لعبة رعب البقاء تصويب منظور الشخص الأول طورتها شركة مونولث برودكشنز ونشرتها شركتا فيفندي غيمز ووارنر برذرز إنترآكتيف إنترتيمنت. أُصدرت اللعبة لمنصة الحاسوب الشخصي على نظام مايكروسوفت ويندوز في 17 أكتوبر 2005 لأمريكا الشمالية و18 أكتوبر 2005 لأوروبا، وقامت داي ون ستوديوز بإنفاذها على منصة إكس بوكس 360 وأُصدرت لأمريكا الشمالية في 31 أكتوبر 2006 ولأوروبا في 10 نوفمبر 2006 وكذلك منصة بلاي ستيشن 3 والتي أُصدرت لأوروبا في 20 أبريل 2007 وفي أمريكا الشمالية في 24 أبريل 2007 وفي أستراليا في 26 أبريل 2007. أصدرت إستديوهات تايم غيت حزمتي توسعة، هما فير إكستراكشن بوينت في أكتوبر 2006، وفير برسيوس مانديت في نوفمبر 2007.
تدور قصة اللعبة حول ظاهرة خارقة للطبيعة، والتي يُستدعة فريق القوات الخاصة فير لاحتوائها. يلعب اللاعب بدور قائد فريق فير، والذي يمتلك ردود فعل فوق بشرية (خارقة للبشر)، ويجب أن يكشف النقاب عن أسرار التهديد الخارق للطبيعة المتجسد في صورة فتاة صغيرة تدعى ألما.
مدح النقاد لعبة فير، وأحرزت اللعبة 89% على موقع غيم رانكينغز، ولقبتها نيويورك تايمز «مثيرة وتحتوي على ما تحتويه هاف-لايف». إصدار دي في دي من «نسخة المخرج» للعبة قد أُصدر. وتضمن هذا القرص وثائقي «إنتاج» اللعبة وتعليق المخرج وسابقة حركة حية والحلقة الحصرية الأولى من مشينما بانيكس. أُرفق كتاب قصص مصورة من دارك هورس كومكس أيضًا مع قرص الدي في دي. بالتماشي مع نسخة المخرج، أُصدرت فير النسخة الذهبية. احتوت النسخة الذهبية على نسخة المخرج وإكستراكشن بوينت. وأُصدرت أيضًا فير النسخة البلاتينية والتي احتوت على اللعبة الأصلية وباقتي التوسع.

## نظام اللعب
تحاكي فير القتال من منظور الشخص الأول (المتكلم). جسم البطل موجود، ويستطيع اللاعب رؤية جذع الشخصية وقدميه حينما ينظر للأسفل. ومن ضمن السيناريوهات المبرمجة، عند القيام من مضجع (موضع للنوم) أو النزول السريع على الحبل من مروحية على سبيل المثال، يمكن رؤية يدي البطل وساقيه تؤدي هذه الأفعال.
عنصر بارز من نظام اللعب هو «وقت رد الفعل»، والذي يبطئ من عالم اللعبة في حين يسمح للاعب للتصويب والتفاعل بسرعات عادية. يُستخدم هذا التأثير لمحاكاة ردود فعل الشخصية التي تفوق البشر. قُدم وقت رد الفعل بمؤثرات بصرية فريدة، كالطلقات من الطائرة التي تسبب تشوه حركة الهواء أو تتفاعل مع مؤثرات الجسيمات الخاصة باللعبة. صرح كريغ هوبارد رئيس فريق التصميم للعبة فير أن هدف مونوليث برودكشنز الأول كان «جعل القتال عنيفًا كتبادل إطلاق النار في بيت الشاي في بداية فيلم مسلوق لجون وو». واستطرد قائلاً أن «هزيمة ... الأعداء ... بأسلوب» كان مصيريًا لهذا الهدف وأن وقت رد الفعل يلعب دورًا هامًا في «جعل اللاعب يشعر وكأنه بطل فيلم حركة».
تحتوي اللعبة على أسلحة مستندة إلى أسلحة نارية غير خيالية كالمسدسات وبنادق الاقتحام والبنادق الرشاشة، بالإضافة إلى أسلحة خيالية بالكلية مثل سلاح شعاع الجسيمات. كل سلاح ناري يختلف عن الآخر من ناحية نوع الذخيرة والدقة والمدى ومعدل إطلاق النار والدمار والضخامة. الخصائص الأخيرة مصيرية، لأن الأسلحة الأقوى والأكثر تخصصًا تميل لتكون ثقيلة ومبطئة لمناورات اللاعب. على عكس الألعاب الأخرى من النوع الفني حيث الأسلحة الأخف والأصغر تميل لتكون عديمة الجدوى، فإن لعبة فير لا تقيس الأسلحة على منحنى، لذا أي سلاح ناري يحتمل أن يكون مميتًا في معظم الحالات. صرحت مونوليث برودكشنز أنها كانت تهدف «... لترسانة متزنة حيث يخدم كل سلاح وظيفة معينة»، بدلاً من «... إحضار مجموعة من بنادق العالم الحقيقي الرشاشة وبنادق الاقتحام». حجم تقاطع التصويب من العرض الرئيسي للعبة فير يظهر متقلبًا أين ستسقط الطلقات استنادًا إلى الحركة والتصويب والسلاح المستخدم. يمكن للاعب حمل ثلاثة أسلحة مرةً واحدة؛ وبالتالي، فإن التفكير باستراتيجية أمر مطلوب عند استخدام الأسلحة وتحديدها.
بمقارنتها بألعاب التصويب الأخرى حيث أن العراك بالأيدي هو ملاذ أخير عادةً، فإن نمط العراك بالأيدي في لعبة فير هو بديل حيوي قاتل لحظيًا لطرح الأعداء أرضًا. يمكن استخدام مخازن الأسلحة النارية كلها في المعارك قريبة المدى. تسمح الأسلحة الأخف للاعب بالحركة السريعة مما تزيد من فرص الفوز بالعراك بالأيدي، في حين أنها أقل قوة. تبلغ سرعة التحرك ذروتها إن وضع اللاعب سلاحه في الحافظة، مما يسمح له بالاشتباك في هجمات جسدية ذات مناورات من ضمنها اللكمات والركلات والانزلاقات.
يسمح الذكاء الاصطناعي للعبة فير للشخصيات التي يتحكم بها الحاسوب بدرجة كبيرة من الحركة. يمكن للأعداء الانحناء للتحرك تحت مساحات الزحف والقفز عبر النوافذ والوثب عبر الأسوار وتسلق السلالم ودفع الأجسام الكبيرة للاختباء خلفها. يمكن للخصوم المتعددين العمل الجماعي أو اتخاذ طرق خلفية لمفاجأة اللاعب أو استخدام النار القمعية أو الاختباء عند تعرضهم لهجوم. وأحيانًا يُشاد بالذكاء الاصطناعي للعبة لتطوره الشديد، باستخدام هيكل مبني على حلال مشاكل معهد ستانفورد للأبحاث والمعروف باسم تخطيط العمل الموجه للهدف وكفائته ساعدت اللعبة تفوز بجائزة «أفضل ذكاء اصطناعي لعام 2005» من غيم سبوت، والتربع على المركز الثاني من ترتيب إيه آي غيم ديف «أكثر ألعاب الذكاء الاصطناعي تأثيرًا».

### اللعب الجماعي
يتضمن مكون اللعب الجماعي للعبة فير أنماط أسلوب لعب أساسية، مثل مباراة الموت ومباراة الموت للفرق وإمساك العلم وآخر الصامدين. أُضيف نوعان جديدان لاحقًا باسم «السيطرة» و«غزو الكل» عبر باتش. تستخدم بعض الأنواع في نظام اللعب الجماعي للعبة فير تأثير «وقت رد الفعل»: مباراة الموت بطيئة الحركة ومبارة الموت للفرق بطيئة الحركة وإمساك العلم بطيء الحركة. يمكن للاعب واحد فقط حمل محفز رد الفعل؛ وعند شحنه كاملاً فإنه يستطيع تفعيله ويمنحه (وبقية الفريق إن أمكن) أفضلية السرعة على اللاعبين الخصوم. ومع ذلك، فإن الشخص الحامل للمحفز سيظهر مشعًا باللون الأزرق، وسيظهر ذلك على شاشة العدو.
في 17 أغسطس 2006، مكون اللعب الجماعي للعبة فير قد أُعيد تسميته إلى فير كومبات (F.E.A.R. Combat) وأصبح بالإمكان تحميله مجانًا. وأمكن لمحملي كومبات فير ومالكي نسخة التجزئة من لعبة فير اللعب معًا على الإنترنت. في 19 ديسمبر 2012 أعلنت غيم سباي إندستريز نهاية برنامج غيم سباي المفتوح، مما أنهى آلية اللعب على الإنترنت لفير كومبات.
استخدم إصدار الحاسوب الشخصي من اللعبة برنامج بانك باستر لمنع الغش. مع ذلك، في ديسمبر 2007، توقفت شركة إيفن بالانس عن دعم برنامج بانك باستر للعبة فير لصالح التوسع الثاني فير برسيوس مانديت. بينما ستظل الخوادم المفعلة لبرنامج بانك باستر تتحقق من الغش وتحمي منه، فإن البرنامج لم يعد يتحدث تلقائيًا. بسبب هذا، الكثير من اللاعبين الذين يمتلكون نسخة غير محدثة من بانك باستر لم يتمكنوا من اللعب في الخواد المفعلة لبرنامج بانك باستر وأصبحوا يُطردون تلقائيًا من اللعبة.[بحاجة لمصدر]
إصدار إكس بوكس 360 وبلاي ستيشن 3 بهما لعب جماعي عبر الإنترنت كإصدار الحاسوب الشخصي. ولكن لا يوجد لعب جماعي محلي تنقسم به الشاشة بين اللاعبين.

## الحبكة
في عام 2005، طورت شركة المقاولات العسكرية آرمتشام تكنولوجي وحدةً تجريبية لنسخ الجنود الخارقين التي يُتحكَم بها عبر التخاطر وتعرف باسم النسخ المتماثلة. يتمرد قائدهم النفسي باكستون فِتِل (Paxton Fettel) ويتحكم بنماذج النسخ المتماثلة ويحكم السيطرة على مقر الشركة في فيربورت بولاية واشنطن ويقتل كل العاملين.
تنتشر وحدة القوات الخاصة السرية فير (استطلاع المواجهة الأولى) في فيربورت لاحتواء الأزمة. يقود الفريق المفوض رودي بيترز (Rowdy Betters)، ويتكون الفريق من سبنسر جانكوسكي (Spencer Jankowski) وجين سون-كون (Jin Sun-Kwon) ورجل النقطة المنضم حديثًا. مهمة الفريق هي القضاء على فِتِل، والعمل بالاشتراك مع القوة دلتا. يُحدد موقع فِتِل باستخدام أجهزة تعقب الأقمار الاصطناعية وتطارده فير ولكنه يتمكن من الهرب. ينضم عملاء القوة دلتا إلى فير بقيادة دوغلاس هوليداي (Douglas Holiday) لمساعدتهم في الإمساك بفِتِل. على مدار الليل، يختفي جانكوسكي اختفاءً غامضًا ويشهد رجل النقط ظاهرة خارقة للطبيعة غير مفهومة ومهددة للحياة من حين لآخر، وتتضمن هلوسات على نحو متزايد تصيبه مرارًا، وتتمحور جميعها حول فتاة صغيرة ترتدي فستانًا أحمر تدعى ألما (Alma).
الحواسيب المحمولة التي يُعثر عليها على مدار المهمة، قام باختراق المفوض بيترز عن بعد، وتوفر تفاصيل بشأن خلفية فِتِل؛ فهو جزء من «أصل مشروع» شركة آرمتشام تكنولوجي، وقد رُبي ليصبح قائدًا تخاطريًا للنسخ المتماثلة وهو كذلك ابن ألما، وهي مريضة نفسية قوية. وتذكر الملفات شيئًا يسمى «حدث التزامن»، إذ أن ألما التي في حالة سبات متصلة تخاطريًا بفِتِل حينما كان بعمر العاشرة وقد تسبب في العديد من الوفيات. وتذكر الملفات أيضًا وجود طفل آخر لألما، قد وُلد قبل فِتِل.
كل الأدلة التي عثر عليها فريق فير تشير أن فِتِل تتحكم به ألما، وهي محبوسة في المنشأة الأصل حين ألغت شركة آرمتشام تكنولوجي المشروع بسبب الخطر التي شكلته تلك المرأة؛ وفِتِل يبحث عن تلك المنشأة لتحرير أمه. يسافر رجل النقطة للبناية المهجورة، مقاتلاً في طريقه النسخ المتماثلة وحراس شركة آرمتشام تكنولوجي، والذين قد تلقوا أوامر بالتستر على المسألة برمتها. عندما يواجه البطل في النهاية فِتِل، يُخيَّل إليه أن رجل النقطة هو ابن ألما البكر وبعدئذٍ يتمكن من قتل فِتِل بنفسه. يتسبب مقتل فِتِل بتعطل جميع النسخ المتماثلة إجباريًا.
تتحرر ألما مع ذلك عندما يفتح باحث من شركة آرمتشام تكنولوجي وقائد المشروع الأصل يدعى هارلان ويد (Harlan Wade) غرفة احتجازها والذي شعر بالذنب بسبب تعامل الشركة مع ألما والذي كان في الحقيقة والدها. بعدئذٍ يُستدعى رجل النقطة لتخريب مفاعل البناية، مشغلاً القفاز ضد أشباح ألما قبل انفجار المكان عن بكرة أبيه. في أعقاب الانفجار، تستخرج مروحية بلاك هوك تابعة للقوة دلتا الرجل النقطة من الحطام، مما أدى لإنقاذه. بينما يشاهد هو والناجين من فريق فير نتائج الانفجار من المروحية، تتسائل جين عما حدث لألما. حينئذٍ، تفقد المرحية الطاقة، وتظهر ألما تتسلق للمقصورة، إذ أن تدمير المنشأة الأصل لم يوقف مسعاها من الاقتراب من ابنها.
بعد تتر النهاية للعبة، يمكن للاعب أن يسمع محادثة هاتفية بين عضو غامض من مجلس الشيوخ ورئيسة شركة آرمتشام تكنولوجي جينيفيف أريستيد، والتي توضح بعض الأمور: تعد السيدة المشروع تحت السيطرة وتحسب أن «النموذج الأول» (مشيرةً على الأغلب إلى رجل النقطة) نجاحًا.

## التطوير
أُعلن عن لعبة فير في العرض المسبق لمعرض الترفيه الإلكتروني 2004، ولكن وجودها دون عنوان قد كُشف قبل هذا الإعلان. عُرض أول إعلان للعبة في معرض الترفيه الإلكتروني 2004 وأشاد به النقاد. أثناء المعرض، صرح رئيس مصممي لعبة فير كريغ هوبارد أن اللعبة «... تطورت من فكرة بدأنا تطوريها مباشرةً بعد شوغو والتي كنا متشوقين للعمل عليها». أوضح مدير التكنولوجيا في مونوليث برودكشنز كيفن ستيفنز لاحقًا أن هذه الفكرة كانت «... صناعة فيلم حركة (أكشن) في لعبة تصويب من منظور الشخص الأول (المتكلم)، حيث تشعر أنك حقًا نجم حركة». لهذه النتيجة، ركز الفريق على غمر اللاعب، باستخدام عناصر كالبطل الصامت الذي ليس له اسم وليس له تاريخ، والسماح للاعب برؤية جسد البطل عند النظر إلى الأسفل أو الجنبين.

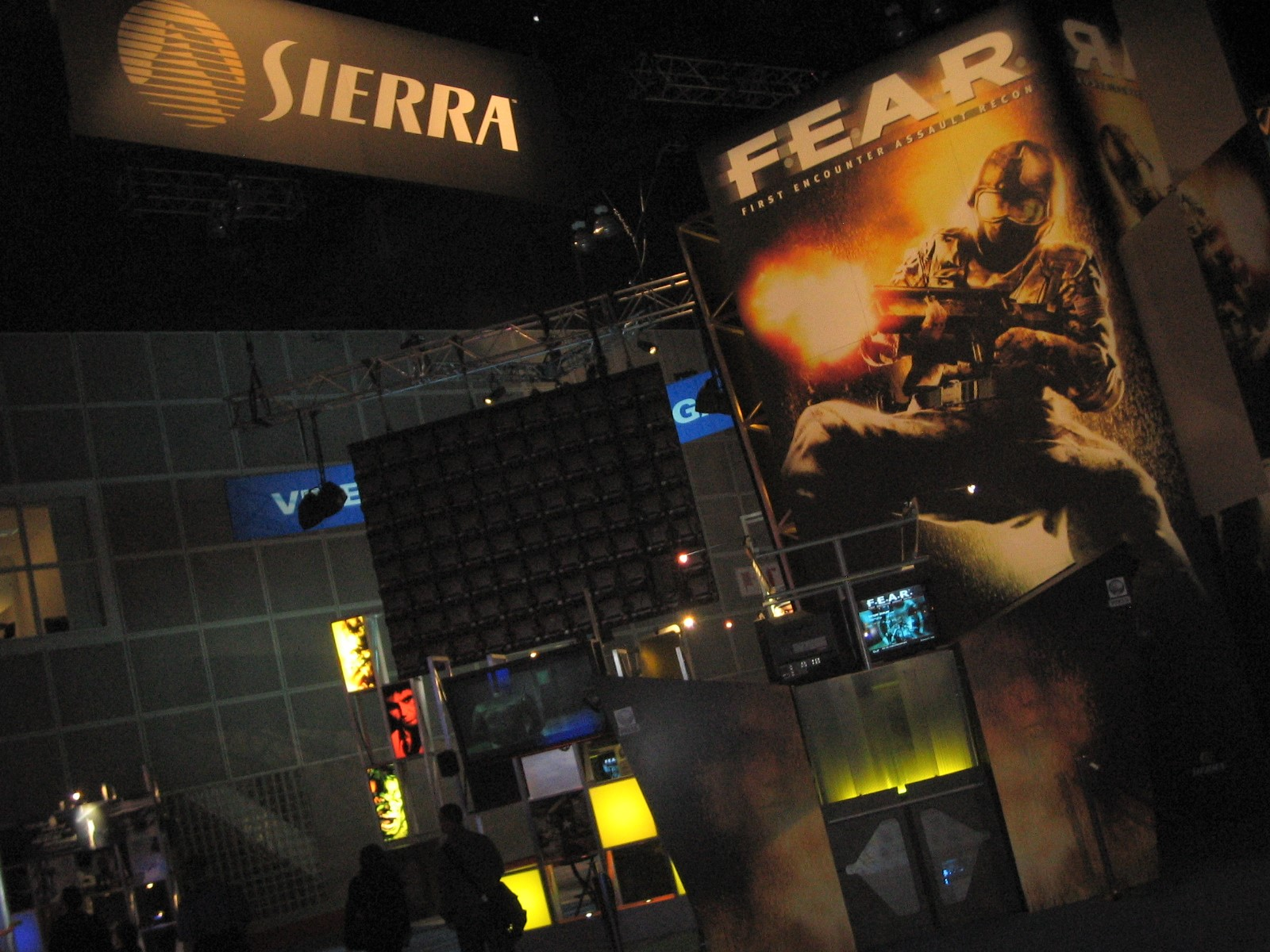
فير في معرض الترفيه الإلكتروني في لوس أنجلوس بولاية كاليفورنيا في مايو 2005.

أثناء 2005، ظهرت فير بنسخة قابلة للعب في معرض الإلكترونيات الاستهلاكية ومؤتمر مطوري الألعاب ومعرض الترفيه الإلكتروني، وأُشيد بها في كل هذه المؤتمرات. حصد عرضها في معرض الترفيه الإلكتروني جائزة نقاد الألعاب لأفضل «لعبة أكشن». بعد إصدار النسخة التجريبية للعب الفردي، سمحت فيفيندي للصحفيين بلعب المراحل الأربعة الأولى من اللعبة، والتي جعل تستقبل ردود فعل حسنة أكثر من ذي قبل. أُصدرت فير في النهاية في 17 أكتوبر 2005. جنبًا إلى جنب مع نسخة القرص المدمج البسيطة، أُصدرت نسخة دي في دي باسم «نسخة المخرج» بميزات إضافية عديدة. كتاب قصص مصورة من دارك هورس إنترتينمنت وسلسلة من المقالات القصيرة حية الحركة للمساعدة في توضيح عدد من عناصر الحبكة المصورة في اللعبة، في حين تعرض وثائقيات «صناعة فير» و«تعليق المطورين» العديد من الأفكار والتفاهات في تطوير اللعبة عبر المقابلات مع موظفي مونوليث برودكشنز وفيفيندي. وكذلك تضمنت الحلقة الأولى من سلسلة الرسوم المتحركة لفير وتسمى «بانيكس» والتي أنتجتها رووستر تيث.
على مدار «تعليق المائدة المستديرة للمطورين»، كشف المنتج كريس هيويت: «كان لدينا مستوً كاملاً في اللعبة حيث يوجد تسلسل مطاردة السيارات هذا [...] وقضينا نحو شهرين على ذلك الشيء...»، وأضاف المصمم كريغ هوبارد، معلقًا على اختيار إزالة المستوى من اللعبة «ولكن تسلسل مطاردة السيارات لم يعمل بالطريقة التي كنا نرجوها». علق هيويت أيضًا أنه «في الحقيقة قد بدأنا بشريرين، وكان [فِتِل] أحدهما حتى دمجناهما معًا...». ويشير كريغ هوبارد أيضًا إلى أن «...سترته كانت في الحقيقة ملك لشرير آخر في اللعبة يدعى كونراد كريغ، والذي دمجناه مع فِتِل دمجًا جميلاً بالمعنى الحرفي».

### الشعور العام
عنصر أساسي من لعبة فير هو موضوع الرعب، والذي بدوره مستوحى بشدة من الرعب الياباني. حاول فريق التصميم إبقاء «العامل النفسي للمواجهات» في عقل اللاعب طوال الوقت، لكي «تُغضِب اللاعب»، على عكس «نهج خروج الوحوش من الخزائن في وجهك». صرح رئيس فريق التصميم كريغ هوبارد في مقابلة أن «الرعب هش للغاية ... يمكنك قتله عبر إلقاء الأشياء واضحة وضوح النهار ويمكنك تقويضه بالكثير من الالتباس». قال جون ميلكي رئيس مصممي المستويات أن «خلق التوقع ثم العبث بذلك التوقع هو أمر في غاية الأهمية، إذ أن القدرة على التنبؤ تُفسد الجو المرعب».
المصدر الرئيس للرعب في اللعبة هو ألما الفتاة الصغيرة الطيفية. جذب كريغ هوبارد الانتباه إلى أن «شخص مقنع يطارد المختلطين بساطور لحوم يمكن أن يكون مخيفًا، ولكن قد تظن أحيانًا أنه بإمكانك هزيمته شر هزيمة إن خفض دفاعاته... ولكن حين تقضي فتاة صغيرة على وحدة قوة الدلتا عن بكرة أبيها، كيف لك أن تتعامل مع ذلك؟». بينما تُقارن ألما بشخصية سامارا من فيلم الحلقة، صرح كريغ هوبارد أنها «... وُلدت من تقليد غريب، من أشباح إناث مجهولات ...» وليس «... استجابة لأي شخصية في أي فيلم». أقر هوبارد أن ألما «... باعتراف الجميع تشبه الأطياف بعض الشيء في فيلم مياه داكنة أو فيلم الجلسة»، ولكن «... الفتيات الصغيرات المخيفات لطالما كانت تفزعه منذ فيلم البريق». قال المطوران ديف ماثيوز ونيثان هندريكسون أن الاسم «ألما» مستوحى من شخصية ألما موبلي في رواية قصة شبح للمؤلف بيتر ستروب.
صُمم صوت لعبة فير بأسلوب أفلام الرعب اليابانية، واستخدم مهندسو الصوت معدات رخيصة لصناعة مؤثرات صوتية، باستخدام طرق تتضمن سحب المعادن عبر أسطح مختلفة وتسجيل أصوات ضخ. علقت مونولث برودكشنز: «اضطر مصممو الصوت أن يهتموا بتجنب القدرة على التنبؤ»، لأن «المستمعين أذكياء ... سيدركون تركيبتك بسرعة ولن تصبح قادرًا على إخافتهم بعدئذٍ». الصمت حاضر لكي «... يسمح للاعبين بملء الفراغ، مما يسمح لمخيلتهم بخلق رعبهم الخاص».
لحنت مونولث برودكشنز موسيقى لعبة فير للتفاعل مع المَشاهِد، بدلاً من «... صناعة تركيبات يمكنها إنتاج الموسيقى باستمرار خلال اللعبة». أطلق فريق التصميم على هيكل موسيقى فير «... دماغي أكثر ومتناسب لكل حدث مفرد»، واستأنفوا أنه «... أحيانًا تستخدم الموسيقى لتصعيد الشد للتلاعب باللاعبين ... ستؤدي إلى تصعيد مرعب قبل الانقطاع دون حدث مطابق، حتى تكسر ألما الصمت، على حين غرة من اللاعيبن».
أشاد النقاد بموضوع الرعب للعبة فير. ادعت مجلة غيم إنفورمر أن «... الرحلات المفزعة المتكررة التي نسجتها مونولث نسجًا متقنًا تجعل من التجربة تزيد الطلب على لعبها». ارتأى موقع آي جي إن بأن «... البيئة قد حِيكت بإحكام لتجعلك متوترًا ويقظًا ... [لدرجة أن] لعب اللعبة لبضع ساعات متواصلة يمكن أن يستنزفك قليلاً». تفاعل موقع غيم سبوت بالمثل، ولقب رعب فير بأنه «تأثير مفرط»، ومطابقًا لأنه «... يمكن أن يتركك مرهقًا قليلاً عاطفيًا بعد فترة».

### تقنية المحرك
فير هي أول لعبة تُطور باستخدام الإصدار الجديد من محرك لثتيك من شركة مونولث. كان اسم المحرك «جوبيتر إي إكس» (Jupiter EX)، ويعمل باستخدام محرك استخلاص مبني على دايركت إكس 9 وكان به تحديثات كبرى من سابقه «جوبيتر». يتضمن المحرك الجديد محرك الفيزياء هافوك و«عدة المركبات» هافوك، والتي تضيف دعمًا لسلوك المركبات الشائع. والميزة الثانية لا تستخدم كثيرًا في لعبة فير، لأنه لا تظهر أي مركبات خارج التسلسلات المبرمجة.
من الناحية الرسومية، تستخدم لعبة فير رسم خرائط النواظم ورسم خرائط تزيح لمنح الأنسجة مظهرًا أقرب للواقع؛ وتستخدم الثانية لإظهار العمق بنقوش ثقوب الطلقات المسطحة على الحوائط. الإضاءة الحجمية ورسم الخرائط الضوئية متضمنان بإضافة نموذج إضاءة لكل بكسل، مما يسمح بتطوير مؤثرات إضاءة معقدة. مظللات الرؤوس والبكسل والمظللات عالية المستوى - بما فيها مضيفة المؤثرات الخاصة الإضافية - هي أيضًا بارزة في جوبيتر إي إكس.
لعبة فير معروفة بأنها أول لعبة تستخدم تقنية «تخطيط الفعل الموجه من الهدف» في نظام الذكاء الاصطناعي. هذه التقنية تسمح لشخصيات الأعداء غير اللاعبة بتخطي دورها في التفاعل مع اللاعب، لأن تخطط بالفعل لهدفها في هزيمة اللاعب.

## الاستقبال
| نتائج المراجعة نشرة نقاط حاسوب بلاي ستيشن 3 إكس بوكس 360 يورو غيمر 9/10 [ 61 ] غ/م 9/10 [ 62 ] غيم سبوت 9.1/10 [ 63 ] 7.1/10 [ 64 ] 8.6/10 [ 65 ] آي جي إن 9.2/10 [ 66 ] 8.1/10 [ 67 ] 9.1/10 [ 68 ] فيديو غيمر.كوم غ/م 7/10 [ 69 ] 8/10 [ 70 ] الدرجات الإجمالية غيم رانكينغز 88.94% [ 71 ] 73.29% [ 72 ] 84.19% [ 73 ] ميتاكريتيك 88/100 [ 74 ] 72/100 [ 75 ] 85/100 [ 76 ] |        |              |              |
| نتائج المراجعة |        |              |              |
| نشرة | نقاط   | نقاط         | نقاط         |
| نشرة | حاسوب  | بلاي ستيشن 3 | إكس بوكس 360 |
| يورو غيمر | 9/10   | غ/م          | 9/10         |
| غيم سبوت | 9.1/10 | 7.1/10       | 8.6/10       |
| آي جي إن | 9.2/10 | 8.1/10       | 9.1/10       |
| فيديو غيمر.كوم | غ/م    | 7/10         | 8/10         |
| الدرجات الإجمالية |        |              |              |
| غيم رانكينغز | 88.94% | 73.29%       | 84.19%       |
| ميتاكريتيك | 88/100 | 72/100       | 85/100       |

قبل إصدارها، حصدت لعبة فير كميات كبيرة من الاهتمام من صحفيي ألعاب الفيديو. عند إصدارها، أشاد النقاد بلعبة فير، وأطلقت عليها كمبيوتر غيمنغ ورلد «... إحدى أفضل ألعاب التصويب الفردية للسنة ...» وعاملتها بي سي غيمر على أنها «... أول لعبة تشق النشوة الحركية لعنف جون وو شِقًا مقنعًا في صيغة لعبة تصويب منظور الشخص الأول (المتكلم)».
ادعى موقع آي جي إن أن «مونوليث تُصيغ منطقة تصويب جديدة ببعض العناصر الفظيعة حقًا والتحدي والمتعة والجمال». أشاد موقع غيم سباي بحبكة اللعبة، ولاحقًا كافئها بجائزته «أفضل قصة». فكرت نيويورك تايمز تفكيرًا مختلفًا: «لم أكن أفهم ما الذي يجري في اللعبة. كنت أعلم أن هدفي هو تعقب شخص مريض نفسيًا ومرافقة ابنة مدير تنفيذي لشركة بعيدًا عن الخطر، ولكنني لم أهتم بهوية هؤلاء الناس ولم أفهم دوافعهم». تلقت اللعبة أيضًا نقدًا بسبب متطلبات تشغيلها، والتي تطلبت حاسوبًا قويا آنذاك. تلقت نسخة إكس بوكس 360 مراجعات حسنة، تقريبًا كنسخة الحاسوب الشخصي. أُشيد بنظام اللعب الجماعي ونمط الفعل اللحظي لطريقة لعبهما الجيدة، ولكن اِنتُقِد مخطط التحكم انتقادًا سلبيًا. ذكرت أيضًا المراجعات أنها افتقدت ميزات إضافية، على الرغم من المهمات الجديدة المضمنة في اللعبة. منح موقع غيم سبوت اللعبة 8.6 نقطة من أصل 10 نقاط، في حين قيمها موقع آي جي إن بنتيجة 9.1 نقطة من أصل 10 نقاط.
فازت لعبة فير بجائزة «أفضل لعبة أكشن لعام 2005» من بي سي غيمر الأمريكية. كتب محرر المجلة لوغان ديكر: «بذكائها الاصطناعي الماكر بوحشية وتكتيكات الحصار، شدة لعبة فير ومعاركها المطولة تجعل أهداف المهمة سهلة النسيان إذ أنك تزحف من تحت خزانة ملفات بهدف لحظي أكثر وهو النجاة، بأي وسيلة ممكنة». قدم محررو مجلة ألعاب الحاسوب لعبة فير بجائزتهم «لأفضل مؤثرات صوتية» لعام 2005. وكانت اللعبة وصيفة (المركز الثاني) قائمتهم لأفضل عشر ألعاب حاسوب في السنة.
تلقت نسخة بلاي ستيشن 3 مراجعات أقل تفضيلاً من النسختين الأخريتين، ولكنها تلقت مراجعة حسنة عمومًا. احتوت اللعبة على مهام زائدة مختلفة أطول من التي احتوتها نسخة إكس بوكس 360، ولكن الشكوى الأساسية للمراجعات السلبية هي الرسوميات المنخفضة الجودة وأوقات التحميل الطويلة. منح موقع غيم سبوت هذه النسخة 7.1 نقطة من أصل 10 نقاط، مما يجعلها ثالث لعبة في المراجعات الأقل لسلسلة فير على موقع غيم سبوت.
تلقت نسخة الحاسوب من فير مبيعات جائزة المبيعات الفضية من جمعية الترفيه التفاعلي في المملكة المتحدة، مما يشهد ببيع 100 ألف نسخة على الأقل في المملكة المتحدة.

## حزم التوسعة
أصدرت إستديوهات تايم غيت حزمة توسعة بعنوان فير إكستراكشن بوينت في 24 أكتوبر 2006. أصدرت إستديوهات تايم غيت كذلك حزمة التوسعة الثانية بعنوان فير برسيوس مانديت في نوفمبر 2007. في الوقت ذاته، أُصدرت فير فايلز لمنصة إكس بوكس 360، وتتكون من الحزمتين إكتسراكشن بوينت وبرسيوس مانديت.

## اللعبة اللاحقة
أعلنت مونولث برودكشنز عن لعبة لاحقة لفير، بعنوان فير 2: بروجيكت أوريجن بعدما استعادت مونولث ووارنر برذرز حقوق اسم فير. قبل سبتمبر 2008، لم تكن اللعبة اللاحقة بعنوان فير 2 بسبب امتلاك فيفاندي لحقوق اسم فير. كانت اللعبة تسمى بدلاً من ذلك «بروجكت أوريجن»، والذي بدوره مأخوذ من منافسة على اسم اللعبة اللاحقة. تركز اللعبة اللاحقة على شخصية مختلفة. نشرت مونولث اللعبة مع وارنر برذرز إنترآكتيف إنترتيمنت، والتي اشترت الاستديو في 2004 أثناء تطوير فير، بعدما أُسقطت فيفاندي يونيفرسال من خانة الناشر. نشرت فيفاندي يونيفرسال نسختي إكس بوكس 360 وبلاي ستيشن 3 من اللعبة الأصلية، واللتان طورهما داي ون ستوديوز.

## بانيكس
في 2005، صنعت رووستر تيث بانيكس (P.A.N.I.C.S.) - وهي اختصار لجملة الأشخاص طبيعيو التعامل في المواقف الصعبة (People Acting Normal In Crazy-Ass Situations) - وهي سلسلة خيال علمي هزلي مقتبسة من سلسلة فير. أُنتجت السلسلة في أول الأمر باستخدام تقنية مشينما لمزامنة اللقطات المصورة من ألعاب الفيديو مع المحادثات المسجلة مسبقًا وأصوات أخرى. أُنتجت السلسلة بناءً على طلب مونولث برودكشنز وكانت جزءًا من إصدار المخرج للعبة فير، والذي استخدمته روستر تيث لإنتاج السلسلة. تتكون السلسلة المصغرة من خمس حلقات. أربعة من هذه الحلقات أُصدرت على موقع روستر تيث، وحلقة - هي الحلقة 0 أو بادئة - قد أُدمجت حصريًا مع دي في دي إصدار المخرج لفير. وهي أيضًا مضمنة مع إصدار اللعبة الرقمي على موقع غود أولد غيمز.
تسلط القصة الضوء على مستجد في فريق برافو، وهي مجموعة عسكرية خاصة مُشكَّلة للقتال مع الأعداء الخارقين للطبيعة. مع بداية السلسلة، يُرسل فريق برافو إلى منشأة عسكرية ليلاً للتحقيق بشأن تقارير عن نشاط خارق للطبيعة من الداخل. هذه القصة هي محاكاة ساخرة للسيناريو الرئيسي في لعبة فير.

## روابط خارجية
- فير على موقع IMDb (الإنجليزية)